# Juliusz Krzyżewski

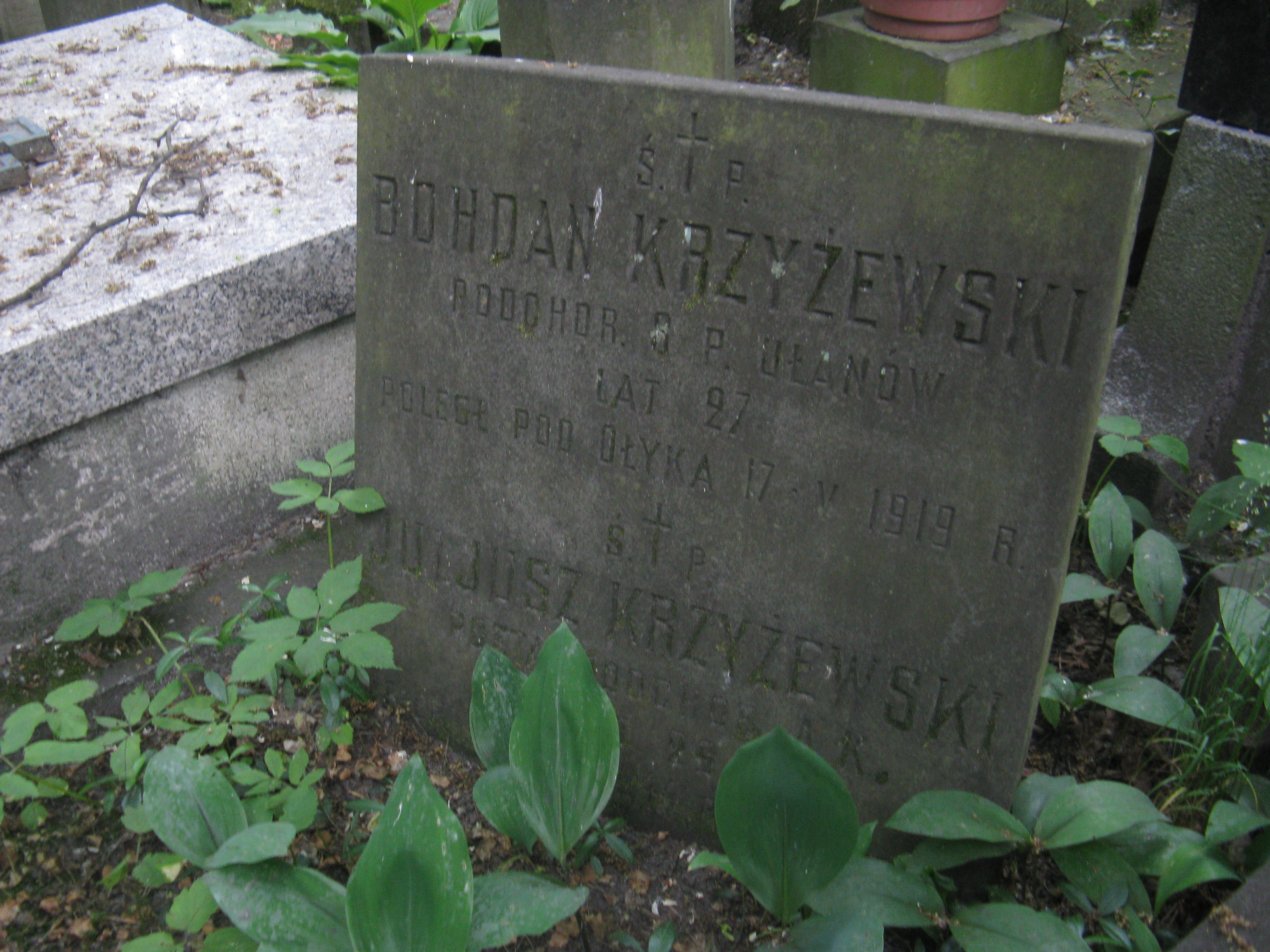
Grób Juliusza Krzyżewskiego na cmentarzu Powązkowskim

Juliusz Walerian Krzyżewski, ps. „Prus”, „Ehren” (ur. 28 stycznia 1915 w Łomży, zm. 26 sierpnia 1944 w Warszawie) – polski poeta i radiowiec.

## Zarys biografii
Był synem Anny z domu Ehrenkreutz (zm. 1973) i podchorążego Bohdana Krzyżewskiego herbu Prus, który zginął 17 maja 1919, w 27. roku życia podczas szarży 8 pułku ułanów Księcia Józefa Poniatowskiego pod Ołyką. Jego córką była aktorka Ewa Krzyżewska.
W 1935 zadebiutował jako poeta w piśmie „Kuźnica Młodych”. Od 1938 był inspektorem audycji w Polskim Radiu. 1 września 1939 odczytał orędzie do narodu prezydenta Ignacego Mościckiego. Podczas powstania warszawskiego był zastępcą dowódcy plutonu batalionu „Łukasiński” Armii Krajowej. Zginął tragicznie – postrzelony w czoło przez snajpera – 26 dnia powstania podczas walk jako żołnierz kompanii „Piotra”, Bronisława Kalinowskiego, o kościół Kanoniczek przy placu Teatralnym. Pośmiertnie odznaczony Krzyżem Walecznych. Został pochowany w ruinach Ratusza, a po ekshumacji w 1945 spoczął na Starych Powązkach obok symbolicznego grobu ojca (kwatera 85-5-17/18).
Poezje Juliusza Krzyżewskiego, zatytułowane Juliusz Krzyżewski • Poezje, zostały opublikowane przez Państwowy Instytut Wydawniczy w 1978 w opracowaniu Piotra Mitznera ze wstępem Jarosława Iwaszkiewicza – z rękopisów udostępnionych przez Marię Krzyżewską, jak również ze zbiorów zakupionych przez Zbigniewa Mitznera i Krystynę Ehrenkreutz Sas Komarnicką-Nowicką.
Juliusz Krzyżewski napisał także poemat Czar – melodramatyczna opowieść wrześniowa, poświęcony pamięci Stefana Michalaka, Maurycego w Lecie w Nohant J. Iwaszkiewicza. Rękopis poematu podpisany był przez autora i datowany 12 września 1943. Niepublikowany utwór liczy 599 wierszy.